# 天虹紡織
天虹紡織集團有限公司，簡稱天虹紡織集團，以及天虹紡織（英語：TEXHONG TEXTILE GROUP LIMITED，港交所：2678），在1997年由洪天祝先生（董事會主席）創立一家位於上海紡織公司。
業務主要高附加值时尚棉纺织品的制造与销售，廠房位於江苏的徐州、泰州、南通，浙江的浦江以及越南的同奈省，而股份在2004年12月9日於香港交易所主板上市，該總部分別上海市黄浦区中山东二路88号，外滩SOHO，C幢2302，以及香港荃灣海盛路9號有線電視大樓37樓3室 。
在2014年越南排华暴动蒙受损失。

## 連結
- Texhong.com（页面存档备份，存于）